# Tipar adânc

Incizii făcute într-un clișeu tipografic. Clișeul afișat aici nu e la scară, șanțurile pot avea dimensiunea unei fracțiuni de milimetru.

Clișeul este acoperit cu cerneală.

Cerneala este ștearsă de pe suprafața clișeului, dar rămâne în incizii.

Hârtia este așezată peste clișeu și apoi presată cu o rolă grea.

Hârtia este îndepărtată, cerneala fiind transferată de pe clișeu pe aceasta.

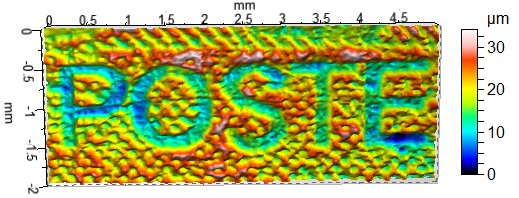
Microtopografie a unui timbru poștal franțuzesc obișnuit (detaliu) ilustrând grosimea stratului de cerneală obținut prin metoda tiparului adânc. Cuvântul la Poste apare în alb pe un fundal roșu, corespunzând prin urmare zonelor lipsite de cerneală.

Tiparul adânc este o categorie a tehnicilor de stampare în care imaginea este incizată într-un suport, numit clișeu, zonele incizate reținând cerneala. Clișeul reprezintă negativul gravurii. Gravarea negativului se face fie chimic, cu ajutorul acizilor (acvaforte, acvatintă, mezzotintă etc.), fie macanic, cu ajutorul dălților sau acelor (ac rece), fie printr-o combinație a celor două (taille douce). Deasupra negativului se așază o foaie de hârtie și se aplică presiune cu ajutorul unei role metalice grele sau cu un mecanism de tip menghină. Presiunea aplicată determină transferarea cernelei din inciziile clișeului pe suprafața foii de hârtie. Imaginea imprimată obținută poartă numele de stampă și reprezintă pozitivul gravurii.
Tiparul adânc reprezintă una dintre cele trei mari categorii tradiționale ale metodelor de imprimare, alături de tiparul înalt (tipar cu zaț, flexografie etc.) și tiparul plan (litografie).

## Procedeu

### Gravura chimică
În cazul gravurii chimice, clișeul pe care se gravează negativul constă într-o plăcuță metalică, de obicei din cupru sau zinc. Plăcuța este acoperită cu un vernis, o soluție formată din rășini și un solvent, care nu este atacat de acid. Folosind un ac (sau o altă unealtă ascuțită) se trasează desenul prin zgârierea vernisului, dezvelind suprafața plăcuței. Aceasta este apoi cufundată în acid azotic. Acidul corodează suprafața plăcuței care a fost expusă prin îndepărtarea stratului protector de vernis, creându-se astfel adâncituri în clișeul metalic. După ce este suficient de corodată, plăcuța este scoasă din baia de acid iar vernisul este îndepărtat pentru pregătirea următorului pas din procesul gravurii.
Pentru inprimarea clișeului incizat, se aplică cerneală pe suprafața acestuia asigurându-se buna ei pătrundere în adâncituri. Plăcuța este frecată cu tarlatan (sau altă pânză) pentru îndepărtarea grosului cernelei și apoi ștearsă mai bine cu ziar sau pagini de cărți de telefoane învechite, lăsând cerneală doar în adâncituri. O foaie de hârtie umedă este așezată peste plăcuță, astfel încât, la trecerea prin presă, hârtia umezită va putea fi forțată în adânciturile umplute cu cerneală. Plăcuța și hârtia sunt apoi acoperite cu o țesătură groasă pentru asigurarea distribuirii egale a presiunii presei. După trecerea prin presă, clișeul și hârtia sunt descoperite și dezlipite unul de celălalt, fiind relevată stampa creată.

### Gravura mecanică
În cazul gravurii mecanice clișeul este incizat direct cu acul sau dăltița, procedurile ulterioare fiind aceleași ca și în cazul gravurii chimice.